# Jigoku Shōjo
Jigoku Shōjo (jap. 地獄少女, dt. „Höllenmädchen“) ist eine Anime-Fernsehserie, die auch als Manga, Realfernsehserie und Videospiel umgesetzt wurde bzw. wird.
Die Serie handelt von einem Mädchen, das verzweifelte Menschen rufen können, um sich an Anderen zu rächen und sie in die Hölle zu schicken. Das Werk lässt sich in die Genre Horror, Drama und Mystery einordnen.

## Handlung

### Erste Staffel

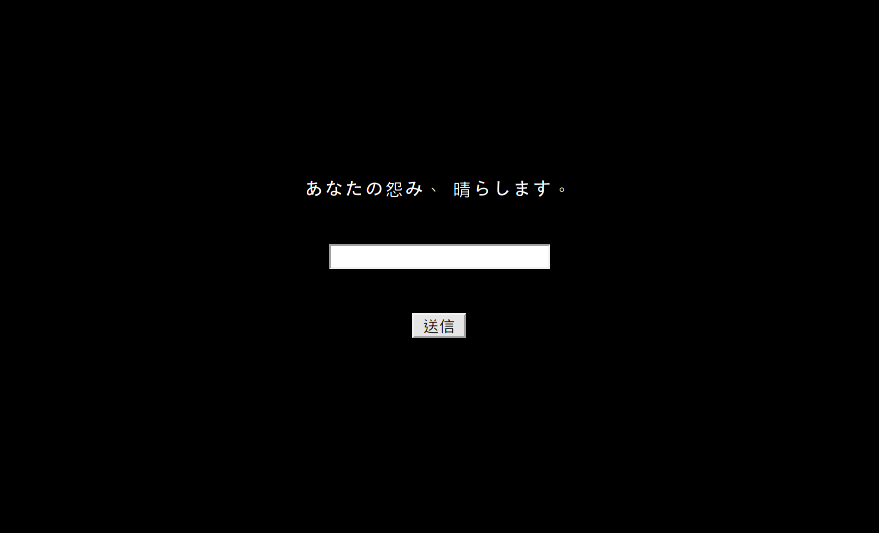
Ein häufig anzutreffendes Motiv ist die „Jigoku Tsūshin“-Seite mit einem Eingabefeld für den Namen der Person, die in die Hölle geschickt werden soll.

Es kursiert seit einer Weile das Gerücht von einer Seite im Internet, über die man, wenn man jemanden abgrundtief hasst, jeden Tag um Punkt Mitternacht dem sogenannten Jigoku Shōjo eine Nachricht, an die Jigoku Tsūshin (地獄通信, dt. „Höllenkorrespondenz“), mit dem Namen dieser Person zukommen lassen kann. Der betreffende Mensch wird dann von dem Höllenmädchen Ai Enma und ihren Helfern mit einer Mischung aus Alptraum und verzerrter Realität bestraft und anschließend in die Hölle (Jigoku) entführt. Der Auftragssteller verkauft der Jigoku Shōjo dafür seine Seele, die nach seinem Tod ebenfalls zur Hölle fährt.
Der Anime erzählt episodenhaft die Geschichten vieler „Kunden“ der Jigoku Shōjo und ihrer Peiniger, wobei immer nachvollziehbar ist, warum sie sich dafür entscheiden jetzt Rache zu nehmen, um dann in Ruhe weiterleben zu können, auch wenn sie nach ihrem Tod selbst in die Hölle kommen. Ais Handlungsweise bleibt dabei immer gleich: Erhält sie eine Jigoku Tsūshin, erscheint sie kurz darauf bei dem Absender und überreicht ihm eine schwarze, in der zweiten Staffel auch rote oder blaue Strohpuppe mit einem roten Faden um den Hals, die einen ihrer Gehilfen verkörpert. Erst wenn der Absender der Nachricht den Knoten gelöst hat, akzeptiert er den teuflischen Vertrag und das Leiden seines Peinigers beginnt. Der Auftraggeber aber muss bis zu seinem Lebensende mit einem Stigma weiterleben, das ihn immer an die bevorstehende Ewigkeit in der Hölle erinnert.
Zunächst weist der Anime keinen fortlaufenden Handlungsstrang auf. Ab Folge acht jedoch kommt der Journalist Hajime Shibata mit seiner Tochter Tsugumi ins Spiel, die versuchen, dem Höllenmädchen auf die Spur zu kommen, um es aufzuhalten, was jedoch scheitert.
In den letzten Folgen kommt es ans Tageslicht, dass Shibata ein Nachfahre von Ais Cousin ist. Ai hat ihn nach ihrem damaligen Tod gehasst, da er sie lebendig begraben musste. Deswegen versucht Ai, Shibata in die Hölle schicken zu lassen, bekommt ihre Gefühle aber wieder in den Griff.

### Zweite Staffel:Jigoku Shōjo: Futakomori
In den ersten Folgen der zweiten Staffel nehmen Ai und ihre Begleiter wieder ihre Arbeit auf und schicken verfluchte Menschen in die Hölle. Es kommt auch noch ein rätselhaftes, freches und sehr verspieltes kleines Mädchen namens Kikuri hinzu.
In den letzten Folgen geht es um Takuma Kurebayashi, der unter dem gleichen Schicksal wie Ai vor 400 Jahren, zu leiden hat. Die Menschen in seinem Dorf schicken nach und nach andere Menschen in die Hölle und geben ihm die Schuld dafür. Sie wollen ihn später umbringen, durch den Einsatz von Ai wird dies aber verhindert.
Nach der Selbstopferung Ais, verschwindet ihr Körper mit den aufsteigenden Kirschblütenblättern und schwebt in den Himmel. Ihre 400-jährige Arbeit ist erledigt, und ihre drei Begleiter leben ein normales Leben in der Menschenwelt.

### Dritte Staffel:Jigoku Shōjo: Mitsuganae
Ai kündigt ihren früheren Helfern Ren, Hone Onna und Wanyūdō neue Arbeit an. Neu im Team sind Kikuri und Yamawaro. Ai verbindet sich mit der 9-Klässlerin Yuzuki Mikage, die tiefe Beziehungen zur Jigoku Tsūshin hegt. Wann immer jemand die Jigoku Tsūshin kontaktiert, verwandelt sich Yuzuki unfreiwillig in Ai. Sie hat sie ausgewählt, weil sie beide das gleiche durchgemacht haben. Yuzuki sollte am Ende in die Hölle geschickt werden, da sie die Regeln als Jigoku Shōjo nicht eingehalten hatte, jedoch geht Ai rechtzeitig dazwischen und nimmt die Bestrafung, von Enma auferlegt, auf sich um Yuzuki zu schützen.

## Charaktere

### Hauptcharaktere
- Ai Enma (閻魔 あい, vgl. Enma)
Wenn sie als Jigoku Shōjo einen Auftrag erhält, schickt Ai Enma ihre Gegner in die Hölle. Die Seele des Auftraggebers muss dafür als Bezahlung nach seinem Tod ebenfalls in der Hölle schmoren.
Ai hat mehrere Helfer zur Seite, die auf ihren Befehl hin handeln und alle selbst ein Geheimnis verbergen.
- Ichimoku Ren (一目 連, dt. etwa „Einaugen-Ren“)
Er ist einer der Helfer Ais und hat sein linkes Auge immer hinter einer Haarsträhne verborgen. Mit diesem Auge kann er alles in seiner Umgebung sehen und die Gedanken einer Person lesen. So trägt er Informationen für Ai zusammen. Er verkörpert die blaue Strohpuppe. Um sich in diese zu verwandeln, muss er den Anhänger von seiner Kette küssen. Ichimoku Rens Originalgestalt war ein Katana. Seine jetzige Gestalt wurde ihm von Ai gegeben, als sie ihn auf einem Schlachtfeld gefunden hatte.
- Hone Onna (骨女, dt. „Knochenfrau“)
Diese bildhübsche Frau ist wie der gleichnamige Yōkai in Wirklichkeit ein Skelett, kann aufgrund ihres Äußeren jedoch jeden Mann verführen, der Obi ist in der ersten Staffel stets vor ihrem Bauch geknotet. In der zweiten Staffel erfährt man, dass sie zwangsweise eine Prostituierte war; ihr echter Name ist Tsuyu. Auf Ais Befehl hin verändert sie ihre Gestalt und kann sich somit überall Zutritt verschaffen. Sie nimmt die Gestalt einer roten Strohpuppe an.
- Wanyūdō (輪入道)
Dieser glatzköpfige Mann kann sich wie der gleichnamige Yōkai in eine fliegende Kutsche mit brennenden Dämonenrädern verwandeln, die Ai zu ihren Aufträgen bringt. In der zweiten Staffel erfährt man, dass er, als er noch als Mensch auf der Erde weilte, ein sehr guter Wagenführer war. Nachdem er bei einem Auftrag, mitsamt der Kutsche in der eine Prinzessin saß, von einer Klippe stürzte wacht er als radförmiger Dämon auf, der immer weiter laufen muss. Tagein, tagaus. Ai bittet ihn ihr Streitwagen zu werden und er willigt ein. Eine weitere Form ist die schwarze Strohpuppe, die vor allem in der ersten Staffel von Ai verwendet wird um ihre Verträge zu schließen.
- Kikuri (きくり)
Kikuri ist ein rätselhaftes kleines Mädchen, welches in der zweiten Staffel auftaucht. Über sie ist wenig bekannt, außer dass sie sich zwischen Ais Welt und der Welt der sterblichen frei bewegen kann. Sie ist sehr kindisch und stört Ais Helfer häufig bei ihrer Arbeit, hört jedoch ohne zu widersprechen auf Ai. In der dritten Staffel besitzt sie eine Aufzieh-Puppe als Medium, da sie ihren alten Körper verloren hat.
- Yamawaro (山童)
 Eine Kreatur aus der Hölle, welche in der dritten Staffel zum ersten Mal auftritt. Er sieht aus wie ein kleiner Junge, kann sich aber dennoch in eine gelbe/grüne Strohpuppe verwandeln. In menschlicher Gestalt nennt er sich Huang. Oft ruhig und mit einem sanften Auftreten, befolgt er Kikuris Befehle und sieht sie als seine „Prinzessin“ an. Sein Name ist von einer Legende der gleichnamigen, bergbewohnenden Kreatur in Kyūshū von Gazu Hyakki Yakō abgeleitet (ein Bildband über die japanische Volkskunde der Dämonen). Yamawaro hat anscheinend die Fähigkeit, Objekte zu manipulieren.

### Wiederkehrende Charaktere
- Hajime Shibata (柴田 一)
Ein ehemaliger Journalist, der jetzt sein Geld durch Erpressung an Prominenten verdient. Er begann das Gerücht über die Jigoku Tsūshin aus Interesse zu untersuchen, realisiert aber, dass es mehr als nur ein Gerücht ist. Er und seine Tochter versuchen, dem Jigoku Shōjo auf die Schliche zu kommen, um ihrem Treiben ein Ende zu setzen.
- Tsugumi Shibata (柴田 つぐみ)
Hajimes Tochter. Seit sie eines Tages Ai gesehen hat, besteht zwischen den beiden eine geheimnisvolle Verbindung. Sie berichtet Hajime alles was sie durch Ai sieht, doch irgendwann bekommt sie Zweifel, ob man sie wirklich aufhalten sollte. Ähnlich wie ihr Vater, kommt sie in der zweiten Staffel nur kurz vor. Sie scheint eine Bindung zu Kikuri zu haben. Sie ist momentan Lehrerin an Yuzukis Schule.
- Takuma Kurebayashi (紅林 拓真)
Takuma ist ein ruhiger Junge, welcher in der Siedlung Lovely Hills lebt. Er ist oft missverstanden und schikaniert von seinen Dorfnachbarn, die glauben, er ist das „Teufelskind“, ähnlich wie Ai damals. Er hat die Fähigkeiten des Blicks in die Zukunft und wurde von Ai eine Zeit lang beobachtet.
- Yuzuki Mikage (御景ゆずき)
Sie ist eine 9-Klässlerin der Saigawara-Mittelschule. Obwohl sie als normales Alltagsmädchen rüberkommt, hegt sie eine tiefe Bindung zur Jigoku Tsūshin. Eines Tages verschmilzt Ai mit ihr, und Yuzuki wird bei jedem Auftrag zum Jigoku Shōjo. Die Bindung zwischen ihr und Ai kann mit der von Tsugumi und Ai verglichen werden.

## Produktion und Veröffentlichung
Die Serie basiert auf einer Idee von Hiroshi Watanabe.
Die erste Staffel der Anime-Fernsehserie wurde 2005 von Studio Deen unter Regie von Takahiro Ōmori. Die künstlerische Leitung übernahm Yoshinori Hishinuma und das Charakterdesign wurde entworfen von Mariko Oka. Die erste Staffel mit 26 Folgen wurde vom 5. Oktober 2005 bis zum 5. April 2006 punkt Mitternacht (und damit am vorigen Fernsehtag) durch den japanischen Fernsehsender Kids Station ausgestrahlt, sowie je einige Tage später auch auf Animax, Tokyo MX und Mainichi Hōsō.
Vom 7. Oktober 2006 bis zum 7. April 2007 folgte die zweite Staffel mit weiteren 26 Folgen unter dem Titel Jigoku Shōjo: Futakomori (地獄少女 二籠, dt. „Höllenmädchen: Die zwei Käfige“) auf dem Sender Animax, sowie mit Versatz auch auf Tokyo MX, Mainichi Hōsō, Kids Station und Chūbu Nippon Hōsō. Am 4. Oktober 2008 startete die Ausstrahlung einer dritten Staffel mit dem Titel Jigoku Shōjo: Mitsuganae (地獄少女 三鼎, dt. „Höllenmädchen: Der Kessel der Drei“) auf Tokyo MX, sowie mit Versatz auch auf Mainichi Hōsō, TVQ Kyūshū Hōsō, Chūbu Nippon Hōsō und Animax. In dieser Staffel übernahm Hiroshi Watanabe selbst die Regie.
Im Februar 2017 wurde bekannt, dass eine vierte Staffel mit dem Titel Jigoku Shōjo: Yoi no Togi (地獄少女 宵伽) bereits in Produktion ist. Die Ausstrahlung dieser Staffel mit 12 Folgen erfolgte vom 15. Juli bis 30. September 2017 punkt Mitternacht (und damit am vorigen Fernsehtag) auf Tokyo MX, Tochigi TV, Gunma TV, BS11, sowie mit Versatz auch auf Mainichi Hōsō und Family Gekijō. Crunchyroll streamte die Serie unter dem Titel Hell Girl: Fourth Twilight als Simulcast im englischsprachigen Raum.
Der Sender Animax strahlte die Serie in Süd- und Südostasien, Lateinamerika und Osteuropa aus. MCM sendete den Anime auf Französisch.

### Synchronisation
| Rolle           | japanischer Sprecher (Seiyū) |
| --------------- | ---------------------------- |
| Ai Enma         | Mamiko Noto                  |
| Ichimoku Ren    | Masaya Matsukaze             |
| Hone Onna       | Takako Honda                 |
| Wanyūdō         | Takayuki Sugo                |
| Kikuri          | Kanako Sakai                 |
| Yamawaro        | Hekiru Shiina                |
| Yuzuki Mikage   | Satomi Sato                  |
| Ais Großmutter  | Eriko Matsushima             |
| Hajime Shibata  | Yuji Ueda                    |
| Tsugumi Shibata | Nana Mizuki                  |

### Musik
Die Musik der Serie wurde von Yasuharu Takanashi und Hiromi Mizutani komponiert. Die Vorspanntitel Sakasama no Chō (dt. „Der umgekehrte Schmetterling“) und NightmaRe (dt. „Alptraum“) stammen von SNoW und Tsukihana (dt. „Mondblume“) von Nana Kitade. Als Abspannlieder wurden Karinui (dt. „Anheften“), Aizome (dt. „Indigofarben“) und Ichi Nuke von Mamiko Noto verwendet.
Seit 2006 erschienen bisher fünf CDs mit der Musik der Serie.

## Adaptionen

### Manga
Vom 3. Oktober 2005 (Ausgabe 11/2005) bis 2. August 2008 (9/2008) erschien in Japan eine Manga-Adaption von Etō Miyuki. Die Einzelkapitel wurden zunächst im Magazin Nakayoshi des Verlags Kodansha und danach in neun Sammelbänden (Tankōbon) veröffentlicht.
Eine englische Übersetzung erscheint bei Del Ray Manga. Unter dem Titel Hell Girl erschienen ab September 2008 bei Tokyopop auf Deutsch vier Bände. Die Veröffentlichung wurde im Februar 2009 eingestellt, da der japanische Verlag die Zusammenarbeit mit Tokyopop beendet hatte. Ab November 2009 wurde der Manga bei Egmont Manga und Anime fortgesetzt, beginnend mit dem fünften Band bis Band 9.
Eine Fortsetzung unter dem Titel Shin Jigoku Shōjo (新・地獄少女, „Das neue Höllenmädchen“) zwischen dem 3. Oktober 2008 (11/2008) und 3. Juli 2009 (8/2009). Die Kapitel wurde in drei Sammelbänden zusammengefasst.
Mit Jigoku Shōjo R (地獄少女R) lief vom 3. August 2009 (9/2009) bis 2. März 2013 (4/2013) die jüngste Reihe. Diese kam auf 11 Sammelbände.

### Realfernsehserie
2007 wurde unter der Regie von Hideaki Takahashi und Makoto Naganuma eine Real-Fernsehserie (Dorama) produziert. Diese wurde vom 4. November 2007 bis zum 27. Januar 2008 durch den Sender Nippon TV in Japan erstmals ausgestrahlt. Das Lied des Abspanns, Dream Catcher, stammt von der Sängerin Olivia Lufkin.

### Videospiel
Im September 2007 erschien eine Videospiel-Adaption der Fernsehserie für die Konsole Nintendo DS mit dem Titel Jigoku Shōjo Akekazura. Das Spiel wurde von der Firma Compile Heart entwickelt.